# Tower of God
Tower of God (coreano: 신의 탑; Sin-ui Tap) é um webtoon escrito e desenhado por Lee Jong-hui (hangul: 이종휘), também conhecido como SIU. O manhwa (versão coreana do mangá japonês) foi iniciado em 30 de junho de 2010, sendo disponibilizado de graça no site Naver Webtoon com os capítulos individuais coletados e publicados pela Young Com em dois volumes a partir de 12 de novembro de 2019, ambos publicados simultaneamente.
O manhwa Tower of God recebeu traduções oficiais do inglês pela WEBTOON em 2014 e foi traduzido para muitos idiomas, como japonês, espanhol e português por fãs em seu site. As traduções por fãs continham discrepâncias entre si sobre como traduzir os nomes do coreano, razão pela qual Rachel era também chamada de Lahel, Koon também era chamado de Khun/Kun, Zahard também era chamado de Jahad, antes da padronização pela publicadora dos capítulos em inglês, no site webtoon.
Tower of God recebeu uma adaptação em anime japonês pela Telecom Animation Film que estreou em 1 de abril de 2020 na Naver Series On e Crunchyroll. Também estreou na televisão japonesa na mesma noite às 12:30, que é tecnicamente em 2 de abril.

## Surgimento
O autor se graduou em Artes Visuais na universidade antes de ser conscrito para o exército sul-coreano, foi a partir de um conselho de um membro superior do exército que ele começou a desenhar, desenhando cerca de 10 livros que serviram de prática para que ele começasse a desenhar Tower of God.

## Sinopse
O enredo gira em torno de Vigésimo-Quinto Bam (ou Yoru [Trad: Noite], na versão japonesa do anime), um menino inocente que não possui nenhuma outra memória além da de que passou a maior parte de sua vida preso debaixo de uma torre, sem conhecer nada do mundo lá fora e tendo como sua única companhia, uma menina chamada Rachel, que é quem lhe conta tudo o que ele sabe. Rachel tem o sonho de conhecer as estrelas, é dito que aqueles que subirem ao topo da torre, são capazes de realizar quaisquer que sejam seus desejos: obter poder, conquistar riquezas, realizar uma vingança. Então a fim de realizar seu desejo, Rachel escolhe adentrar na torre e deixa Bam para trás. Bam tenta impedi-la, mas não tendo sucesso, decide segui-la através da perigosa torre. Com a ajuda do porteiro da torre, Headon, e uma das princesas de Zahard, Yuri, Bam vence seu primeiro desafio que o capacita a subir de nível na torre e avançar para próximos desafios. Em sua aventura, Bam conhece o crocodilo Rak Wraithraiser que sempre está na busca de presas fortes e o ardiloso Khun Aguero Agnis, com quem faz uma equipe, além de fazer diversos outros amigos. A jornada de Bam na torre lhe apresenta a um mundo cheio de mistérios e desafios.

## Mídia

### Jogo
Em 2013, a plataforma Naver lançou um jogo baseado em Tower of God no Google Play, desenvolvido pela empresa Sunrise. O jogo atraiu 120 milhões de jogadores depois do lançamento inicial. O jogo continuou em desenvolvimento por 2 anos e foi lançado comercialmente em 2016. Em fevereiro de 2016 o jogo atingiu o quinto lugar entre os jogos mais populares do Google Play.

### Animação
Uma adaptação para anime do web manhwa foi anunciada inicialmente na Seoul Comic-Con em agosto de 2019. O anime intitulado Kami no Tou (神 之 -Tower of God-) começou a ser exibido em 1 de abril de 2020 simultaneamente no Japão, na Coreia do Sul e nos Estados Unidos. A série é produzida pela Telecom Animation Film, com Rialto Entertainment, subsidiária da Aniplex, responsável pela produção japonesa, e Sola Entertainment fornecendo gerenciamento de produção. O anime estreou na Coreia do Sul em 1 de abril de 2020 na Naver Series On e na rede de televisão coreana Aniplus, e em 2 de abril na televisão japonesa, pelo fuso-horário. A Crunchyroll faz a transmissão em tempo real do anime como uma co-produção como um dos seus títulos "Crunchyroll Originals". A série é dirigida por Takashi Sano com Hirokazu Hanai como diretor assistente, Erika Yoshida é responsável pela composição, Masashi Kudo e Miho Tanino são os designers de personagens e Kevin Penkin, mesmo musicista que compôs para Madoka Magica, é responsável pela trilha sonora. 
O grupo coreano de K-Pop, Stray Kids é o autor da música tema de abertura "TOP", e da música tema de encerramento "SLUMP" que foi gravada em japonês, inglês e coreano para os respectivos dubs de idiomas. A série terá 13 episódios em sua primeira temporada.

## Lista de episódios
| Nº. | Título                                                              | Exibição original   |
| --- | ------------------------------------------------------------------- | ------------------- |
| 01 | "BALL"                                                              | 1 de abril de 2020  |
| Uma garota chamada Rachel diz a um garoto chamado Yoru para esquecê-la enquanto ela está subindo a torre para ver as estrelas, desaparecendo nos portões. De repente, Yoru se encontra no primeiro andar da torre, com o guardião da torre de deus, Headon. Headon explica que todos os que desejam escalar a torre devem passar por uma série de testes de cada andar, sendo o primeiro a alcançar e quebrar uma bola atrás de uma enguia gigante branca coberta de aço. Antes que ele possa entrar na gaiola, no entanto, uma garota chamada Yuri e seu companheiro Evan o interrompem, dando a ele uma esfera chamada "Pocket" (trad: bolço), contendo informações sobre a torre, além de permitir que os participantes entendam o idioma da torre. Yuri também empresta a Yoru uma poderosa espada conhecida como "Kuro Sangatsu" (trad: Março Negro). Yoru, decifrando a verdadeira natureza do teste para testar se os participantes ousam abraçar a morte, deixa-se comer para cortá-la por dentro. No entanto, como a Março Negra não pode ser empunhada por ele, Evan sugere que ele solicite sua força, permitindo que Yoru quebre a bola e seja transportado para o próximo andar. Para recuperar sua espada, Yuri vai atrás dele. No segundo andar, Yoru é recebido por 399 outros competidores, com o próximo teste sendo uma partida decisiva para diminuir o número para 200.                                      |                                                                     |                     |
| 02 | "3/400" "400分の３ (Yonhyakubun no San)"                            | 8 de abril de 2020  |
| Yoru lembra sobre sua melancólica solidão, sem memórias de nada ou qualquer conhecimento do mundo, enquanto vivia em uma caverna escura até Rachel achá-lo para ensinar-lhe tudo que hoje sabe. No segundo andar, Yoru encontra outros dois concorrentes: Khun Aguero Agnis e Rak Wraithraiser. Ambos reconhecem a Março Negro, sua poderosa espada emprestada por Yuri no andar anterior, devido ao símbolo que se encontra nela, que interessa muito a Khun e faz Rak se determinar a caçar Bam para se tornar mais forte. Khun forma uma aliança com Yoru, prendendo-se a Rak no último segundo da segunda prova de formar um trio. Na nave-mãe, o administrador de testes e Ranker (alguém que já escalou a torre antes) Lero Ro os desafia a resistir à sua barreira de água, que é formada usando o poder da torre conhecido como Kami no Mizu (trad: água sagrada, ou Shinsu do original). Todos, exceto Yoru, que permanece de pé devido à sua suposta boa sorte, são afastados pelo misterioso poder. Quando Lero Ro sai após o teste, ele avisa a Yoru para não se aprocimar muito de Khun. Os vencedores são levados para outra sala para o terceiro teste. Enquanto os grupos se filtram, uma figura loira misteriosa reconhece Khun. |                                                                     |                     |
| 03 | "A porta correta" "正解の扉 (Seikai no Tobira)"                     | 15 de abril de 2020 |
| No novo local, Khun explica para Yoru que está maravilhado com o fato de que o "céu" que eles veem é uma imitação criada por Kami no Mizu, o água sagrada que alimenta a torre, inspirada na lenda, que ele duvida que exista. Eles conhecem o diretor do teste, Hansung Yu, que os desafia a encontrar a porta certa dentre doze portas idênticas em 10 minutos, com apenas uma chance. Embora Khun tente pensar, ele é inadvertidamente assombrado pelo seu passado de ser traído por sua meia-irmã Maria depois que ela foi escolhida para se tornar uma das meninas de elite, uma princesa de Zahard, escolhidas especialmente pelo rei, com sua ajuda, exilando a família Aguero também. Sua mãe também o alertou desde então para nunca confiar em ninguém e fechou seu coração. Enquanto Khun entra em pânico, Rak abre uma porta aleatória e Hansung revela que a condição oculta a passar era abrir qualquer porta em 5 minutos. Lero Ro então administra um teste bônus em que a participação é voluntária, mas todos os que passarem receberão permissão automaticamente para subir na torre. O teste envolve cinco rodadas, onde um máximo de cinco equipes tentam roubar uma coroa e permanecer no trono pelo maior tempo possível, com dois outros membros da equipe atuando como defesa. Quando o segundo turno começa, Yoru sente a Março Negro reagir estranhamente quando uma garota parecida com Rachel chega. |                                                                     |                     |
| 04 | "A Abril Verde" "緑の四月 (Midori no Shigatsu)"                     | 22 de abril de 2020 |
| Quando o segundo turno começa, Khun e um homem de outro time, Lauroe, deduzem que aquele que está sentado no trono está sempre em desvantagem, à medida que mais e mais times lutam pela coroa. No entanto, Khun se recusa a participar, já que Anaak Zahard, uma garota tipo lagarto, atualmente possuidora da coroa, manipula imenso poder através de sua arma intitulada Midori no Shigatsu, que faz parte de uma série de espadas lendárias, A Série dos Doze Meses, que inclui Kuro Sangatsu. Esta série de espadas é tão poderosa que só é concedida às princesas de Zahard, incluindo Yuri e Anaak, que pede a Yoru que a entregue a ela. Anaak faz uma aposta com Yoru: se o time dele ganhar o jogo, ela lhe dará sua espada, mas se não, ele lhe dará a sua, e se ele se recusar a participar, ela o matará e roubará a espada após o jogo. Quando a equipe de Lauroe voltou para a sala de espera, eles foram desclassificados do jogo. Khun faz uma série de truques usando sua bolsa de clonagem e ganha a coroa primeiro, colocando Yoru no trono. Uma equipe misteriosa e cruel se prepara para entrar no jogo, incluindo Rachel, que concorda em matar todos. |                                                                     |                     |
| 05 | "O destino da coroa" "王冠の行方 (Okan no Yukue)"                   | 29 de abril de 2020 |
| 06 | "Escolha de posição" "ポジション分け (Pojishon Wake)"               | 6 de maio de 2020   |
| 07 | "Pique-pega" "ご飯と鬼ごっこ (Gohan to Onigokko)"                   | 13 de maio de 2020  |
| 08 | "O plano de Khun" "クンの策略 (Kun no Sakuryaku)"                   | 20 de maio de 2020  |
| 09 | "O demônio de um chifre" "片角の鬼 (Katakaku no Oni)"               | 27 de maio de 2020  |
| 10 | "Além da Tristeza" "悲しみの先に (Kanashimi no Saki ni)"            | 3 de junho de 2020  |
| 11 | "Caça Subaquática" "潜魚狩り (前編) (Sengyo kari (Zenpen))"         | 10 de junho de 2020 |
| 12 | "Caçando Peixes Submarinos" "潜魚狩り (後編) (Sengyo kari (Kōhen))" | 17 de junho de 2020 |
| 13 | "Torre de Deus [Final]" "神之塔 (Kami no Tō)"                       | 24 de junho de 2020 |